# 布蓋格和胡賴斯襲擊
布蓋格和胡賴斯襲擊發生於2019年9月14日，沙特阿拉伯国家石油公司（簡稱「沙特阿美」）位於沙特阿拉伯布蓋格和胡賴斯的石油設施遭到疑似來自伊朗的無人飛機攻擊。也門胡塞运动事後承認責任，但美國不相信無人機是來自也門，並認定是伊朗所為。
襲擊造成沙特阿拉伯每日原油產量減少570萬桶，佔全球每日原油供應量的5%。

## 背景
沙特阿拉伯有着世界第二大的储油量，占全球供应量的16%，是全球最大的石油出口国，仅次于委内瑞拉。截至2017年，该国每日生产石油1200万桶。沙特阿美石油公司是由沙特阿拉伯政府运营的国有企业，是全球第二大石油生产商，仅次于俄罗斯石油。阿美石油的钻井平台、运输和生产基地遍布全国。
阿美石油表示，布盖格的设施是“全球最大的原油稳定厂”，负责给酸油去除硫杂质，使之转化为甜油。前美国国家经济委员会和美国国家安全委员会成员鮑伯·麥克納利告诉路透社，若能成功袭击布盖格，等同于强有力打击石油市场和全球经济的心脏。2006年，基地组织尝试对布盖格的设施发动自杀式袭击未果。此次也遭到袭击的胡赖斯油田也由阿美石油运营，日产量约150万桶，储油量预计高达200亿桶。
布盖格油库的布防由三门天兵短程防空炮台执行 。袭击中，天兵系统和沙特的防空武器MIM-104爱国者导弹和沙欣导弹未击落进犯的无人机。全国广播公司商业频道认为，爱国者导弹专门为“高空弹道导弹”作出优化，负责防卫的沙特军队“准备不足，能力低下，而且不专注”。《卫报》认为，防空系统“可能面对的是波斯湾对岸的伊朗以及南方对面的也门，但至少有部分导弹和无人机从西边进攻”。9月26日，国防新闻引述以色列防空及反导弹专家乌兹·鲁宾，指布盖格和胡赖斯袭击事件“有点像珍珠港事件”，会激发许多利用无人机机群外加地空高速巡航导弹战术发动袭击的方案。

## 過程
遇襲的是布蓋格煉油廠和胡賴斯油田。
沙特阿拉伯內政部表示「在上午4:00（01:00 GMT）沙特阿美的工業保安隊開始處理由……無人機在布蓋格和胡賴斯兩處設施引起的火勢」。據報襲擊由多架無人航空載具執行，在遇襲設施的監視錄影中可以聽到守衛動用機槍試圖擊落無人機的槍聲。火勢在數小時後受控，沒有造成工人傷亡。阿美石油公司确认袭击共有两波，第一轮过后胡赖斯油库人员撤离并扑救火苗时，第二轮袭击便发生。
2019年9月17日，一名美國高層官員表示伊朗於14日從其南部起飛無人機和發射巡航導彈進行攻擊，又表示由於沙特阿拉伯的空防系統只防禦來自也門的攻擊，所以未能攔截來自伊朗的攻擊。

## 袭击者

### 胡塞指称
事发后不久后，胡塞运动发表声明，承认派遣十架装备推进器的涡轮喷气无人机瘫痪炼油设施，扬言会扩大在沙特阿拉伯的攻击范围，报复该国领导的干预也门行动。沙特在推翻受国际社会公认的阿卜杜拉布·曼苏尔·哈迪政府后，组建了反胡塞组织联盟。联盟对也门实行经济封锁，中断生活必需品供应，引发饥荒和人道主义危机。上千名也门平民在冲突中遇害，其中大多数人被联盟对也门的空袭所害。
胡赛组织表示，袭击阿美石油设施是行使报复联盟对也门展开空袭的权力。几个星期前，沙特阿拉伯的石油基础设施也遭遇到类似的无人机袭击，但损失及影响不是很大。而胡塞发动袭击的频率于2019年升高，沙特的一座机场在目标范围内 。胡赛组织发言人表示，“我们有权利发动袭击，倘若沙特政权继续进行封锁和侵略，我们保证，下一次的行动会有更大的范围，而且后果更严重 。”他补充，袭击前组织有对沙特王国“受尊重且向往自由人士”进行监测，也有他们的合作，这是一次“缜密的情报行动”。不过，胡赛组织利用安插沙特境内的情报人员，袭击距离遥远的目标遭到技术人员质疑。
胡赛组织表示，他们在袭击中采用了新研发的配备常规发动机及涡轮喷气发动机的无人机。9月16日，胡塞运动警告会对沙特的石油设施展开更多的袭击，警告外国人远离沙特的炼油厂。2019年7月，组织向媒体公布他们的远程无人机。据推测，这种无人机可以抵达沙特和阿联酋的边远地区。胡塞组织之前经常用萨马德1号（Samad 1）发动空袭，到后来才使用更为先进的圣城1号。据称圣城1号是小型陆空巡航导弹，疑似用在2019年6月12日的阿布哈国际机场袭击事件中。胡塞领导者穆罕默德·布卡哈提（Mohammed al-Bukhaiti）表示他们“利用了沙特国防系统的漏洞”，制造无人机时刻意避开系统侦测，由于沙特和阿联酋都没有发现无人机，他们便在两国的空域畅行无阻。
胡塞叛军之前曾提议瞄准阿美石油，拉皮顿能源集团（Rapidan Energy Group）和战略与国际研究中心都警告称该地是非常热门的目标。
9月18日，胡塞武装发言人叶海亚·塞雷亚（Yahya Sarea）召开新闻发布会，表示他们发动了一起严重的空袭，但美国人捏造卫星图片，试图中事件的影响最小化。他展示了布盖格和胡赖斯石油设施的空拍图，称这是也门的无人机在袭击前拍摄的。他表示这次袭击是从三个地点发动的。

### 伊朗指控
美国官员否认胡塞组织的指称，反指伊朗策动袭击。几个月前，美伊两国在波斯湾爆发2019年波斯湾军事危机，而伊朗也在2019年7月违反《联合全面行动计划》，重启核计划。袭击当天，一位未透露姓名的美国官员表示策划袭击的是伊朗，不是胡塞组织，伊朗在袭击中动用了数十名巡航导弹及20多台无人机。美国表示正与沙特阿拉伯合作调查事件，确保设施和能源供给安全、稳定。美国国务卿迈克·蓬佩奧也表示伊朗策动袭击.。美国总统唐纳德·特朗普并未认为伊朗是罪魁祸首，表示若得到相关情报会与世界共享。
沙特阿拉伯皇家空军上将、沙特阵线发言人图尔基·阿尔-马尔基（Turki al-Malki）于9月16日发表声明，认为无人机似乎停靠在伊朗，不可能从也门起飞，从而反对胡塞的指称。不过，马尔基表示阵线仍在试着判断无人机的来源。9月18日，马尔基在新闻发布会上展示了据称是无人机的碎片，表示袭击共出现了18架无人机和7枚导弹（共25个武器），其中无人机采用伊朗式的三角翼型。他展示监控画面，说是捕获到了事发前从南边飞往设施的无人机，证明也门并不是飞机的起飞地点。他总结，证据“指向伊朗”，这次袭击毫无疑问“是由伊朗资助的”。伊朗国防部长阿米尔·哈塔米准将“完全不能接受”新证据，“不拿证据构陷别人很容易”。
2019年9月17日，一名未透露姓名的美国高级官员告诉CBS新闻，美国政府已经确认无人机和导弹从伊朗南部一处地方发射，而美国国防部的两名官员也向全国公共广播电台表示侦测到伊朗在袭击前从多个发射场准备无人机。沙特阿拉伯没有同样断定伊朗策划袭击，但他们对自己的调查越来越信心，尽管结果不能完全让人信服。同时，美国计划与沙特阿拉伯共享更多的情报，表示会在2019年联合国大会上提供伊朗巡航导弹出现在袭击中的证据。例如，美国表示有“间接证据”表明伊朗在自己国家发动袭击，卫星图像显示沙特石油设施遇袭前，伊朗发射场在准备无人机和导弹。
负责缓和美国和伊朗双方紧张关系的法国、德国和英国于9月17日和18日分别表示将开展联合调查行动。三国领导人9月23日出席2019年联合国气候行动峰会时发表联合声明，承诺继续进行合作调查，敦促伊朗改变态度，避免加剧双方的敌对状态。
后来在9月18日，美国官员告诉CBS新闻，表示伊朗最高领袖阿里·哈梅內伊签署了授权发动袭击的文件，但要求袭击手段看不出伊朗参与的痕迹。美国的官员拿着这一证据加上沙特的调查，认为部分袭击武器由目标地点640公里以外的伊朗阿瓦士空军基地发射，期间曾飞越科威特空域。
伊朗继续否认这些指控，认为它们是“睁眼说瞎话，没有意义”，同时警告美国，若对伊朗展开报复，将发起“全面战争”。相反，伊朗断言胡塞组织是袭击策划者。伊朗总统哈桑·鲁哈尼表示：“也门人正行驶合法防卫权......这场袭击多年来遭到侵略的也门作出的相互反应。”伊朗国防部也表示：“问题显而易见：两个国家（也门和沙特阿拉伯）一直有冲突。”

### 伊拉克指控
中东眼报道称，一名匿名的伊拉克情报局称袭击由伊拉克南部的人民动员基地发动，目标是报复当年8月份以色列在沙特阿拉伯的资助下袭击伊拉克军队。美国哥伦比亚广播公司指布盖格的石油设施仅西到西北部分受损，基地在西南部的胡塞组织要袭击有难度。英国广播公司公布的卫星图像则显示布盖格西部受损。
伊拉克总理办公室否认自己国家有被拿来发动袭击，并表示其他国家若袭击伊拉克领土，将会果断反击。美国也表示伊拉克领土与袭击无关。

## 后续

### 市场动荡
由于油厂生产陷入停顿，沙特石油日产量从980万桶骤降到410万桶，损失量占全球5%的份额。沙特政府发言人最初表示油厂已在2019年9月16日恢复正常产能，同时启用储备油填补空缺。然而，其他政府官员估计全面恢复需时数周。
9月15日，沙特股票市场急降2.3%。翌日，商品、股票及其他金融指标全球市场迎来开盘大涨，布蘭特原油期货价格飙升近20%，是自1990年入侵科威特以来该商品的最大涨幅。其他市场也受到石油供应的影响，包括美国的石油、取暖油和黄金市场。过去十年间，美国的石油产量增长两倍，如今已是全球最大的石油生产国，此次冲击所带来的影响预计不会很大。
9月17日，沙特能源部官员透露，布盖格油厂的恢复工作进展比预期要快。事发48小时内，布盖格油厂日产量200万桶。能源部表示，全部产能预计在两到三周内，即9月底恢复。此外，该国计划维持目前的石油出口量，启用库存维持目前的水平。这些有助于平稳市场的举措，刺激石油市场价及其他金融指标回落到9月17日的高位。尽管价格依然居高不下，但全球价格预计会产生影响。为了加快修复进展，阿美石油从美国和欧洲运来了设备。
按照计划，国营企业阿美石油在接下来几年会将5%的所有权（约1.5到2亿美元）进行首次公开募股。此次募股源计划在2018年启动，但受公司财务和公司架构影响推迟。行内分析人士推测，此次袭击事件会再度推迟募股时间，直到公司有应对恐怖袭击的安全措施及恢复产能的能力，外加石油影响减少。阿美公司后来表示，恢复工作没有预期那么快，公开募股有进一步推迟的风险。
9月27日，彭博社表示，尽管产能和出口证明石油行业已恢复正常，但这种看法可能过于简单，目前180万桶的日产量低于袭击前的水平，仅为70万桶，低于沙特的最高水平。在维修和调整工作进一步取得进展前，客户可能会考虑购买重油，而不是原本等级的油。

### 国内反应
沙特国王萨勒曼·本·阿卜杜勒-阿齐兹·阿勒沙特9月17日发布声明，称袭击是“破坏、懦夫式袭击”，威胁国际安全和全球能源供给，表示王国能能力应对之后一系列的袭击。内政部表示没有辨别出袭击者，会着手进行调查。

### 国际反应
美国是沙特的亲密盟友，与此同时，该国与伊朗的关系持续紧张，最终促成波斯湾危机。美国总统特朗普授权释放战备储油，稳定国内油价。。9月15日，特朗普在Twitter谴责袭击，表示美国军队“整装待发”，但也希望听沙特人讲他们所认为的袭击成因，商讨下一步对策。随后几天，特朗普表示没有答应保护沙特人，但会和他们一起合作。9月20日，特朗普对伊朗实施新一轮经济制裁，禁止伊朗伊斯兰共和国中央银行和伊朗国家发展基金购买美元。这些措施的目的是阻止伊朗继续获取袭击资金，在之前就已经确立，但由于伊朗同意加入联合全面行动计划而解除。
联合国秘书长安东尼奥·古特雷斯谴责星期六的袭击，呼吁各方保持克制，避免局势升温。欧洲联盟警告称，袭击对地区安全构成实在的威胁。另外有多个国家呼吁克制。俄罗斯总统弗拉基米尔·普京发言人德米特里·佩斯科夫回应美国针对无人机袭击制裁伊朗的问题时，表示：“我们对地区紧张局势的加剧持否定态度，该地区内外各方应力避任何加剧不稳定性的仓促措施或结论。”中国外交部发言人华春莹表示，由于没有“结论性调查”，将袭击归咎于任何人都是不负责任的行为，呼吁有关各方避免采取导致地区紧张局势升温的行动。
其他国家表示要在调查结果出来前才指出袭击者身份。法国外交部早期的声明指胡塞宣布对事件负责，其实缺乏可靠依据，同时表示正进行国际调查，结果有待公布。
土耳其总统雷杰普·塔伊普·埃尔多安表示：“我们要看看也门冲突的起因。这个国家已经被蹂躏得面目全非，究竟是谁一手造成的？”日本防卫大臣河野太郎表示：“根据宣布负责的声明，我们相信胡塞组织策划了袭击。”白宫副新闻秘书霍根·吉德利认为，特朗普政府“不能够百分之百说”伊朗策划了袭击。阿联酋尚未指出袭击负责者。
多家国际组织和国家谴责袭击。联合国秘书长谴责胡塞组织所说的对沙特的袭击，也门驻联合国大使马丁·格里菲斯（Martin Griffiths）表示，袭击将“也门拖入了地区冲突的风险”，解决胡塞叛军与沙特联盟支持、国际社会认可的政府之间长达四年的冲突“刻不容缓”，因为该国正濒临饥荒。阿拉伯联盟秘书处发表声明，强烈谴责袭击，称袭击是“严重升级”，呼吁保护该国的安全。北大西洋公约组织秘书延斯·斯托尔滕贝格“强烈谴责”袭击，指责伊朗“支持各大恐怖组织，需要为地区不稳定负上全部责任。”韩国国防部长鄭景斗指无人机袭击是伤害全球安全和稳定的“鲁莽行为”。沙特王子穆罕默德·本·萨勒曼·本·阿卜杜勒-阿齐兹·阿勒沙特与韩国总统文在寅同意加强两国在反恐方面的合作。
9月21日是胡塞组织的“革命周年纪念日”，组织领导人穆罕默德·阿里·胡塞宣布停止所有对沙特的攻击。他说，作为回报，沙特应该结束在也门的战争。另一方面，胡塞表示，若沙特拒绝签署和平签订，下一次的袭击会更加痛苦。也门驻联合国大使赞扬胡塞声明，表示这发出了“结束战争意愿的强有力信息”。

### 安全问题
2019年9月15日，科威特政府表示正与沙特等国联合监测飞越领土上空的无人机迹象，同时加强保安。
俄罗斯总统弗拉基米尔·普京提议向沙特出售先进的S-400导弹，代替雷神公司的爱国者导弹系统履历反恐能力。然而，普京的提议引起在旁的伊朗总统鲁哈尼发笑，他说这个提议是“政治上的大风骚”。